# チャールズ・ウィルキンズ
サー・チャールズ・ウィルキンズ（Sir Charles Wilkins、1749年? - 1836年5月13日）は、イギリスの東洋学者で、『バガヴァッド・ギーター』の翻訳で特に知られる。ウィリアム・ジョーンズと並ぶインド学、サンスクリット研究の草分けだった。

## 経歴
ウィルキンズはサマセットのフルームで生まれた。1770年にイギリス東インド会社の書記官(writer)としてインドに赴任し、ベンガル地方にあるマールダーの商館の監督をつとめた。1778年に東洋諸言語のための活版印刷機を作った。これはベンガル文字用の最初に成功した活版印刷機だった。
ウィルキンズは1784年のウィリアム・ジョーンズによるベンガル・アジア協会の創立を助けた。
健康を害して1786年に帰国したが、その後もサンスクリットの研究を続け、またナーガリー文字の活字を製作した。1800年に東インド会社の図書館の司書の職につき、1805年に東インド会社カレッジが設立されると試験官および視学官(visitor)の職についた。
1788年に王立協会のフェロー(FRS)に選ばれ、1805年にオックスフォード大学の民法博士(DCL)の栄誉が与えられた。1833年に東洋学への貢献を評価されてナイトに叙爵された。1836年にロンドンで没した。

## 業績
- ウィルキンズはサンスクリットに通暁した最初のイギリス人であり、サンスクリット碑文を研究した最初のヨーロッパ人だった[3]。ウィルキンズは9世紀のパーラ朝の碑文のみならず6世紀のブラーフミー文字の碑文をも解読し、現在から見ると不正確な部分も多いものの、基本的には正しく読んだ[4]。
- ウィルキンズは『バガヴァッド・ギーター』、『ヒトーパデーシャ』などを翻訳した。
- The Bhăgvăt-gēētā, or Dialogues of Krĕĕshnă and Ărjŏŏn. London. (1785)
- Fables and Proverbs from the Sanskrit being the Hitopadesa. London: George Routledge and Sons, Limd. (1885) [1787]

また、サンスクリット文法書を書いた。
- A Grammar of the Sanskrĭta Language. London. (1808)